# سرای حاج علی‌محمد همدانی
سرای حاج علی‌محمد همدانی یا سرای همدانی‌ها بنایی تاریخی و یکی از سه سرای بازار کرمانشاه است که در محلۀ فیض‌آباد شهر کرمانشاه واقع شده‌است. این بنا در دوره قاجار ساخته شده و در تاریخ ۸ مرداد ۱۳۸۱ با شمارهٔ ثبت ۵۸۹۶ به‌عنوان یکی از آثار ملی ایران به ثبت رسیده است.
سرای حاج محمدعلی همدانی در محلۀ فیض‌آباد در نزدیکی تکیۀ بیگلربیگی و چند بنای قدیمی دیگر مانند خانۀ صارم‌الدوله، مسجد و حمام نظام و خانه اکبرپور واقع شده‌است. احداث خیابان مدرس در سال ۱۳۱۴ سبب چندپاره شدن بازار و جدا افتادن سرای حاج محمدعلی همدانی شده‌است.

## مرمت
در اواخر دی ۱۴۰۱ مدیرکل میراث فرهنگی، صنایع دستی و گردشگری استان کرمانشاه از مرمت این بنا با هدف احیای آن برای فعالیت‌های تجاری خبر داد. در تیر ۱۴۰۳ نیز معاون میراث فرهنگی استان کرمانشاه از مرمت و احیای تعدادی از حجره‌های این سرا با همکاری و مشارکت مالکین آن‌ها و تداوم برنامه های مرمتی خبر داد.

## آسیب‌ها
بخشی از بنا به دلیل اتصالات برق دچار حریق شد و سقف چوبی آن فروریخت. علاوه بر آن الحاقاتی با مصالح ناهمگون به این مجموعه اضافه شده‌است.